# فرانك وود
فرانك وود (بالإنجليزية: Frank Wood) هو سياسي أمريكي، ولد في 1951 في روك أيلاند في الولايات المتحدة. حزبياً، نشط في Iowa Democratic Party ‏ والحزب الديمقراطي. وقد انتخب عضو مجلس ولاية آيوا.